# Ďanová
Ďanová (in ungherese Deánfalva) è un comune della Slovacchia facente parte del distretto di Martin, nella regione di Žilina.